# Super Patof
Albums de Patof
Tut-Tut / Fafouin
(1976) 20 grands succès de Patof, Fafouin, Itof
(1977)
Singles
1. Faut pas me chercher (Patof et Monsieur Tranquille) / Mon ami Pierrot
Sortie : 1976

Super Patof est le treizième album de Patof, commercialisé en 1976.
Il s'agit du vingt-et-unième et dernier album de la série Patof, il porte le numéro de catalogue PA 49312 (C 1133/4).
Le clown Patof est un personnage de la série télévisée québécoise pour enfants Patof voyage, il est personnifié par Jacques Desrosiers.

## Composition
Le personnage Monsieur Tranquille, animé par Roger Giguère, fait ses débuts sur disque avec la chanson Faut pas me chercher, un duo avec Patof.
Au moins huit chansons utilisent des pistes musicales déjà enregistrées par d'autres artistes : Je veux revoir mon pays (Anna de Jacques Salvail), La musique c'est l'amour (Dieu m'a donné d'Yves Martin), puis Super Patof (Vers minuit), Deux par deux (Avez-vous vu mon chum?), Faut pas me chercher (Partons ensemble), Mon ami Pierrot (Il suffit), Ne brisez pas vos jouets (C'est bon de faire l'amour) et Quand Patof voyage (Comme il fait beau aujourd'hui), toutes provenant de Nicole Martin.

## Titres
| 1. | Super Patof              | Pete Tessier, Pierre Laurendeau | Patof                        | 2:39 |
| 2. | Je veux revoir mon pays  | Pete Tessier, Pierre Laurendeau | Patof                        | 2:33 |
| 3. | Deux par deux            | Pete Tessier, Pierre Laurendeau | Patof                        | 2:26 |
| 4. | La musique c'est l'amour | Pete Tessier, Pierre Laurendeau | Patof                        | 2:51 |
| 5. | Faut pas me chercher     | Pete Tessier, Pierre Laurendeau | Patof et Monsieur Tranquille | 3:13 |

| 6.  | Mon ami Pierrot          | Pete Tessier, Pierre Laurendeau | Patof | 2:50 |
| 7.  | Ne brisez pas vos jouets | Pete Tessier, Pierre Laurendeau | Patof | 3:08 |
| 8.  | Ce sont les oiseaux      | Pete Tessier, Pierre Laurendeau | Patof | 3:09 |
| 9.  | Le monstre               | Pete Tessier, Pierre Laurendeau | Patof | 2:59 |
| 10. | Quand Patof voyage       | Pete Tessier, Pierre Laurendeau | Patof | 2:48 |

## Crédits
- Production : Iohann Inc.